# Zygia hernandezii
Zygia hernandezii är en ärtväxtart som först beskrevs av C.Barbosa, och fick sitt nu gällande namn av Maria de Lourdes Rico. Zygia hernandezii ingår i släktet Zygia och familjen ärtväxter. Inga underarter finns listade i Catalogue of Life.